# André Tempelmeier
André Tempelmeier (* 25. Mai 1967) ist ein ehemaliger deutscher Handballspieler.

## Karriere
André Tempelmeier begann beim TV Sachsenroß Hille mit dem Handball. Später spielte er sechs Jahre bei der SG Hameln und ab 1995 beim TBV Lemgo. Mit dem TBV wurde der 1,89 Meter große Rechtsaußen 1997 und 2003 deutscher Meister sowie 1997 und 2002 DHB-Pokalsieger. Außerdem gewann er mit Lemgo 1996 den Europapokal der Pokalsieger und 2006 den EHF-Pokal. Nach der Saison 2005/06 beendete Tempelmeier seine Bundesligakarriere nach 415 Spielen sowie 770 Toren und spielte in der zweiten Mannschaft des TBV, der HSG Handball Lemgo 2. Dort wurde er zumeist im rechten Rückraum eingesetzt. Nach wenigen Wochen beim Landesligisten TV Großenmarpe-Erdbruch lief er ab September 2011 für den Oberligisten HSG Augustdorf/Hövelhof auf. Nach der Saison 2014/15 beendete er seine Karriere.